# دایسوکه نامیکاوا
دایسوکه نامیکاوا (انگلیسی: Daisuke Namikawa؛ زادهٔ ۲ آوریل ۱۹۷۶) صداپیشگی در ژاپن، بازیگر، خواننده، و کارگردان فیلم اهل ژاپن است. وی از سال ۱۹۸۴ میلادی تاکنون مشغول فعالیت بوده‌است.